# Mašovice
Mašovice är en ort i Tjeckien.   Den ligger i regionen Södra Mähren, i den sydöstra delen av landet, 180 km sydost om huvudstaden Prag. Mašovice ligger 368 meter över havet och antalet invånare är 415.
Terrängen runt Mašovice är huvudsakligen platt, men söderut är den kuperad. Runt Mašovice är det tätbefolkat, med 442 invånare per kvadratkilometer. Närmaste större samhälle är Znojmo, 5,5 km öster om Mašovice. Trakten runt Mašovice består till största delen av jordbruksmark.